# Biggi Bardot
Biggi Bardot, de son vrai nom Birgit Günther (née le 14 août 1980 à Hambourg-Bergedorf) est un mannequin de charme, animatrice de télévision et chanteuse allemande.

## Biographie
Avec sa sœur jumelle, elle grandit dans le quartier de Nettelnburg. Elle arrête sa scolarité au collège et fait un apprentissage de coiffeuse.
En raison de difficultés financières au cours de cette formation, à la recherche d'un emploi à temps partiel, Bardot répond à une annonce dans un journal et commence à travailler comme modèle érotique. Ensuite elle est stripteaseuse devant des webcams ainsi que dans des bars à Hambourg. Sollicitée pour la prostitution de la Reeperbahn, elle prend l'opportunité de devenir animatrice de télévision.
De plus, elle se marie en 2005. Elle commence dans une télé-tirelire de 9Live. Depuis 2005, elle présente sur DSF devenu Sport1 Sport Quiz. En 2012, elle a sur Das Vierte sa propre émission de libre antenne érotique The Hotline, qui est renommée à partir de la mi-avril 2012 The Fundorado.com Late Night Show. Elle joue dans le docu-soap Gute Mädchen, böse Mädchen sur Beate-Uhse.TV. Bardot refuse d'être dans des films pornographiques après un tournage. En septembre 2012, elle est Pet du mois dans l'édition allemande de Penthouse. Elle reçoit un Venus Awards pour son œuvre en octobre 2012. En 2012, elle publie le livre Biggi Bardot - Erotic Star qui raconte sa vie et son œuvre.
Après un single en 2009 Eternal Love chez ZYX Music, elle devient plus tard chanteuse de schlager, à l'exemple d'autres actrices de charme comme Mia Magma. En avril 2014, son premier album Heiß & Feucht paraît chez Telamo ; il est produit par Hermann Niesig, le producteur de Michael Wendler et Anika Zietlow. L'album comprend des reprises et six propres titres et est distribué avec un DVD avec des clips érotiques. En 2015, elle fait une apparition dans Das Supertalent.

## Discographie
Album
- 2014 : Heiß & Feucht

Singles
- 2009 : Eternal Love
- 2015 : Die Gläser zum Himmel
- 2015 : So wie die Nase eines Mannes
- 2016 : Gläser zum Himmel (Apres Ski Version)
- 2016 : Heute wird gesündigt
- 2016 : Wir sind geil (Eyo Eyo)
- 2017 : Wir feiern wie noch nie
- 2018 : Wir machen laut (Wir machen Remmi Demmi) - Biggi Bardot feat. DJ Matze

## Source de la traduction
- (de) Cet article est partiellement ou en totalité issu de l’article de Wikipédia en allemand intitulé « Biggi Bardot » (voir la liste des auteurs).